# Kōshirō Sumi
Kōshirō Sumi (japanisch 角 昂志郎 Sumi Kōshirō; * 13. August 2002 in der Präfektur Tokio) ist ein japanischer Fußballspieler.

## Karriere
Sumi erlernte das Fußballspielen in der Jugendmannschaft vom Tōkyō Musashino United FC und dem FC Tokyo. Die U23-Mannschaft des Vereins spielte in der dritten Liga, der J3 League. Bereits als Jugendspieler absolvierte er sieben Drittligaspiele. 2021 wechselte er von der Jugendmannschaft des FC Tokyo in die Universitätsmannschaft der Universität Tsukuba. Die Saison 2024 wurde er von der Universität an den Erstligisten Júbilo Iwata ausgeliehen. Hier bestritt er ein Ligaspiel. Am Ende der Saison 2024 belegte er mit Júbilo den 18. Tabellenplatz und musste somit in die zweite Liga absteigen. Nach der Ausleihe wurde er im Februar 2025 fest von Júbilo Iwata unter Vertrag genommen.